# Heinrich Wetzlar
Heinrich Wetzlar (* 30. Mai 1868 in Mannheim; † 6. August 1943 im Ghetto Theresienstadt) war ein deutscher Jurist und Opfer des Nationalsozialismus.

## Leben
Wetzlar war Sohn eines jüdischen Kaufmanns. Er legte 1886 in seiner Heimatstadt Mannheim das Abitur ab und studierte an den Universitäten Heidelberg und Berlin Rechtswissenschaften.
Nach der juristischen Ausbildung und der Promotion trat er in den badischen Staatsdienst ein und war in verschiedenen Positionen an den Amtsgerichten Heidelberg, Pforzheim und Karlsruhe, bei der Staatsanwaltschaft Karlsruhe, an den Amtsgerichten Pfullendorf, Rastatt und wieder Karlsruhe sowie am Landgericht Karlsruhe tätig. Dabei wechselte er mehrfach zwischen zivil- und strafrichterlichen Tätigkeiten. 1917 wurde er an das Oberlandesgericht Karlsruhe berufen, 1925 kehrte er als Landgerichtsdirektor an das Landgericht Karlsruhe zurück. 1930 wurde Wetzlar als Nachfolger von Franz Schlimm zum Präsidenten des Landgerichts Mannheim ernannt.
Ende März 1933, kurz vor Ablauf seiner regulären Dienstzeit, wurde Wetzlar unter dem Druck randalierender SA beurlaubt und zum 1. August 1933 vorzeitig pensioniert. Kurz nach Kriegsausbruch zog er zu seinem in die Niederlande übersiedelten Sohn. Im März 1943 wurde der betagte Wetzlar mit seiner Ehefrau Therese aus den Niederlanden in das Ghetto Theresienstadt verschleppt, wo beide wenige Monate später an Typhus verstarben.

## Heinrich-Wetzlar-Haus

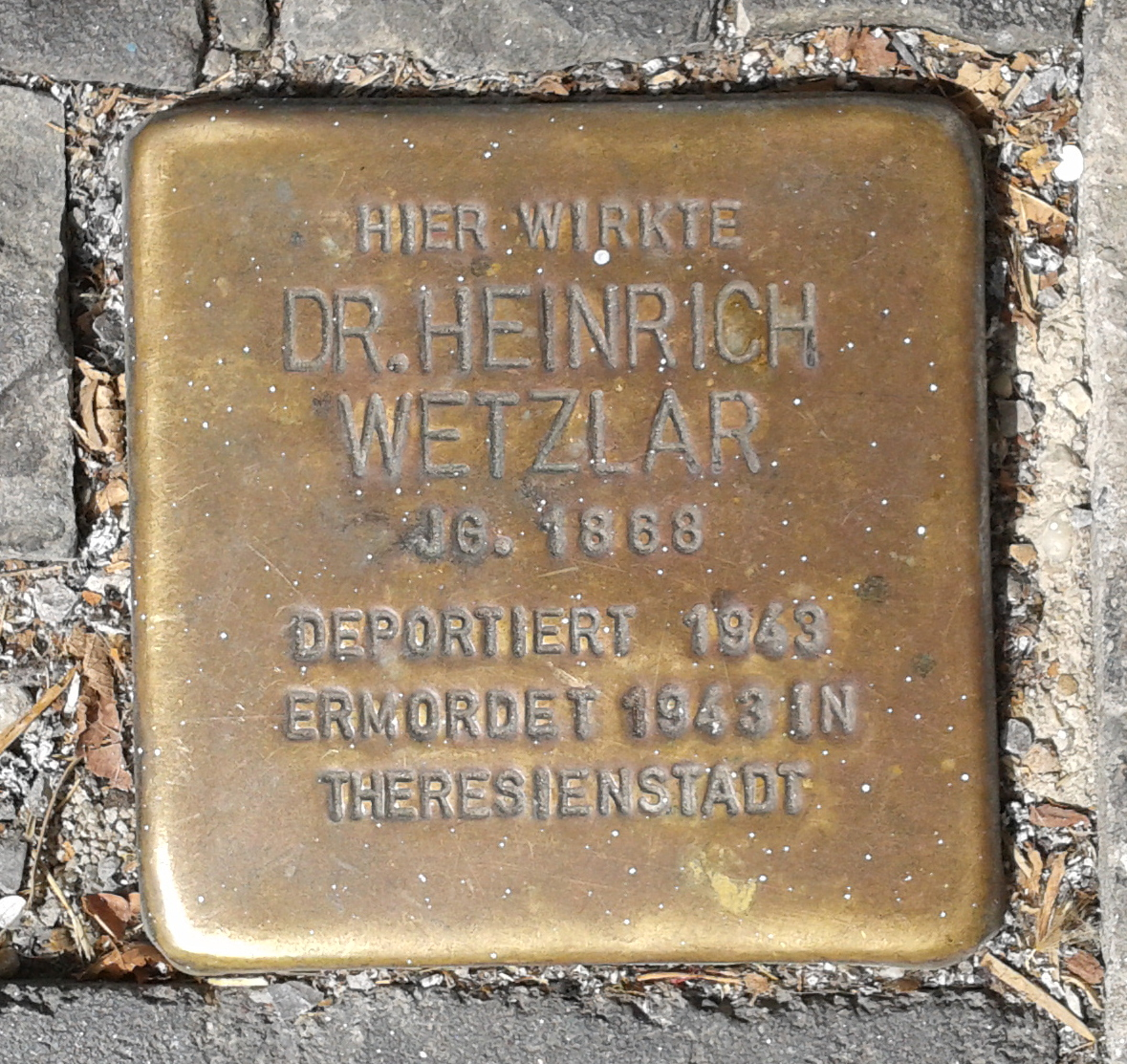
Stolperstein vor dem Landgericht Mannheim

Das Heinrich-Wetzlar-Haus beim Schloss Stutensee, eine Sondereinrichtung für straffällig gewordene Jugendliche, ist nach ihm benannt. Damit wird daran erinnert, dass Wetzlar 1919 das Schloss Stutensee für den Karlsruher Bezirksverein für Jugendschutz und Gefangenenfürsorge im Tausch erworben und dort gemeinsam mit seiner Frau Erziehungsarbeit geleistet hatte, bis dies dem Ehepaar 1933 von den Nationalsozialisten verboten wurde.
Außerdem erinnert heute ein Stolperstein an Wetzlar; die Patenschaft des Stolpersteins hat das Landgericht Mannheim übernommen.